# 達爾戈梅斯基冰川
71°50′S 70°50′W / 71.833°S 70.833°W
達爾戈梅斯基冰川（英語：Dargomyzhsky glacier）是南極洲的冰川，位於亞歷山大一世島中部斯特卡托峰中部，在1935年11月23日由美國的探險家拍攝照片，現時由南極條約體系管理。

## 外部連結
http://geographic.org/geographic_names/antname.php?uni=18803&fid=antgeo_128 （页面存档备份，存于）